# Делфиний
Делфиний в древногръцката митология е име, което носят две чудовища:
1. Дракон, живеещ в Делфи и охраняващ свещения извор край бъдещото прорицалище. Той е възпитател на Тифон. Убит е от Аполон, след което получава името Питон (на гръцки: Πυθών), което буквално означава гниещ (на гръцки: πύθω - загниване, гниене), понеже тялото му дълго гние под слънцето след битката.
2. Дракон – полужена, полузмия, на когото Тифон дава за съхранение сухожилията на Зевс, които е отрязал от бога по време на схватка. След сражението омаломощеният Зевс е затворен в пещера в Киликия. Боговете Хермес и Пан успяват да откраднат сухожилията от Делфиний и да излекуват бога, за да победи той Тифон.